# 15 minut sławy
15 minut sławy (ang. 15 minutes of fame) – termin określający krótkotrwałą, ulotną uwagę szeroko pojętych mediów. Wyrażenie zostało sformułowane przez amerykańskiego artystę Andy'ego Warhola, który w 1968 powiedział: "W przyszłości każdy będzie sławny przez 15 minut". Termin powszechnie jest stosowany w przemyśle rozrywkowym oraz innych rejonach kultury popularnej, np. w odniesieniu do uczestników programów telewizyjnych typu reality show, a także osobowości YouTube.

## Polski odpowiednik
W języku polskim, szczególnie publicystycznym, używa się analogicznego związku frazeologicznego: „mieć swoje pięć minut”.

## Literatura przedmiotu
- Frederick Levy: Review: 15 Minutes of Fame: Becoming a Star in the YouTube Revolution. Alpha Books, 2008. ISBN 978-1-59257-765-1. Brak numerów stron w książce
- iMinds: 15 Minutes of Fame: Pop Culture. iMinds Pty Ltd, 2009. ISBN 978-1-921761-29-4. Brak numerów stron w książce